# Howard Metzenbaum
Howard Morton Metzenbaum (Cleveland, 4 giugno 1917 – Aventura, 12 marzo 2008) è stato un politico statunitense, senatore per lo stato dell'Ohio nel 1974 e successivamente dal 1976 al 1995.

## Biografia
Nato e cresciuto in Ohio in una famiglia povera di immigrati ebrei, dopo la laurea Metzenbaum entrò nel mondo degli affari e divenne economicamente benestante grazie ad una serie di investimenti insieme al suo socio. Negli anni quaranta entrò in politica con il Partito Democratico e venne eletto all'interno della legislatura statale dell'Ohio. Metzenbaum operò anche come direttore della campagna elettorale di Stephen M. Young per il Senato, riuscendo a centrare l'obiettivo.
Nel 1970, all'annuncio del ritiro di Young, Metzenbaum si candidò per il suo seggio, ma venne sconfitto da Robert Taft, Jr., candidato del Partito Repubblicano. Nel 1974 l'altro senatore dell'Ohio, William Bart Saxbe, lasciò il seggio per accettare un incarico nell'amministrazione di Richard Nixon e così il governatore dell'Ohio nominò Metzenbaum come suo sostituto temporaneo. Questi decise di concorrere anche nelle elezioni che avrebbero determinato il suo successore definitivo, ma nelle primarie venne sconfitto dall'astronauta John Glenn, che vinse poi anche le elezioni generali.
Nel 1976 Metzenbaum si ricandidò al Senato sfidando di nuovo Taft e questa volta riuscì a vincere. Fu riconfermato per altri due mandati nel 1982 e nel 1988. Nel 1994 decise di non concorrere per la rielezione e la nomination democratica andò a suo genero, Joel Hyatt, che però perse le elezioni contro il repubblicano Mike DeWine.
Le tendenze politiche di Metzenbaum furono sempre molto orientate al liberalismo e al progressismo, tanto che alcuni detrattori lo tacciarono di comunismo. Una delle sue più grandi battaglie politiche fu quella contro l'aspartame, del quale Metzenbaum denunciò i danni per la salute a lungo termine.